# カルガリー
カルガリー（英語: Calgary [ˈkælɡri] ( 音声ファイル)）は、カナダ西部にあるアルバータ州の都市。同州最大かつ北米有数の世界都市。アルバータ州の南部、カナディアンロッキー山麓から東におよそ80 kmの高原地帯に位置する。
カルガリーからエドモントンを結ぶ地域は人口密度が高くカルガリー・エドモントン街道と呼ぶ。都市の近郊にあるいくつものマウンテン・リゾートを含め、ウィンタースポーツとエコツーリズムが盛んな場所として知られる。代表的な年間行事にカルガリー・スタンピード、フォーク・ミュージック・フェスティバル、ライラック・フェスティバル、グローバルフェスト、カリブ系の祭りとしては国内で2番目の規模を持つカリフェストなどが開催される。
カルガリー・スタンピードで有名であることから「スタンピード・シティ」（英語: The Stampede City）の愛称をもつ。アルバータ牛でも知られ、牛の街「カウタウン」（英語: Cowtown）とも呼ばれる。

## 歴史

### 初期の入植

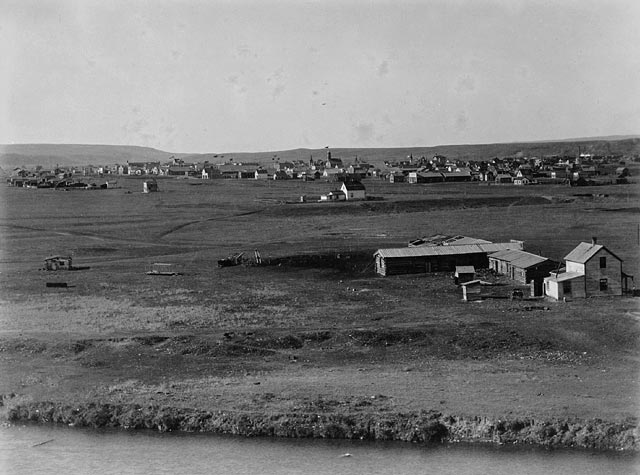
1885年頃のカルガリー。

ヨーロッパからの入植が始まる前、この地域は先住民ブラックフット族の領地であった。少なくとも1万1000年前から定住していたとされる。記録に基づくとカルガリーに訪れた最初のヨーロッパ人は探検家のデイビッド・トムソンで、1787年に、ボウ川付近にあったペイガン族のキャンプ地で冬を過ごしている。そして1873年、ジョン・グレンがカルガリーの地域に入植した最初の入植者とされる。
北西騎馬警察（現在のRCMP）の駐屯地となり、当初はフォート・ブリスボワ（Fort Brisebois）と呼ばれた。1876年にフォート・カルガリーと改名された。カルガリーの名はスコットランドのマル島の地名から来ており、ゲール語で「輝く水」を意味する。1883年にカナダ太平洋鉄道（CPR）がこの地域に開通し、駅が建設されたことで、カルガリーは周辺地域の商業と農業の中心として発展した。CPRの本社は今もカルガリーに置かれている。1884年に町制が敷かれ、まだノースウエスト準州に属していた1894年に、同準州内で最初に市制が敷かれた都市となった。

### オイルブーム
1902年に石油が発見されたものの、これは短期的なブームで終わり、州の重要な産業とはならなかった。1947年に巨大な油田が発見されると、カルガリーはこの後すぐにオイルブームの中心となり、1973年の第1次石油危機で原油価格が上昇したことで、街の経済は大きく発展した。1971年から1988年の17年間で25万4000人増え、さらに次の18年間で33万5000人も増えた。このブームの期間、都市の急速な開発と建物の高層化が進み、今もこの流れが続いている。
カルガリーの経済は石油産業の影響が大きく、1981年に年平均の原油価格がピークとなった際、都市のブームもピークを迎えた。その後、原油価格の低下と連邦政府の資源政策（NEP）によって石油産業は低迷し、カルガリー経済の足かせとなった。1980年代中頃、ブライアン・マルルーニー政権下のもとNEPの政策が取り消されたことで原油価格は低迷していたにもかかわらず、1990年代までには経済は完全に回復した。

### 近年の出来事

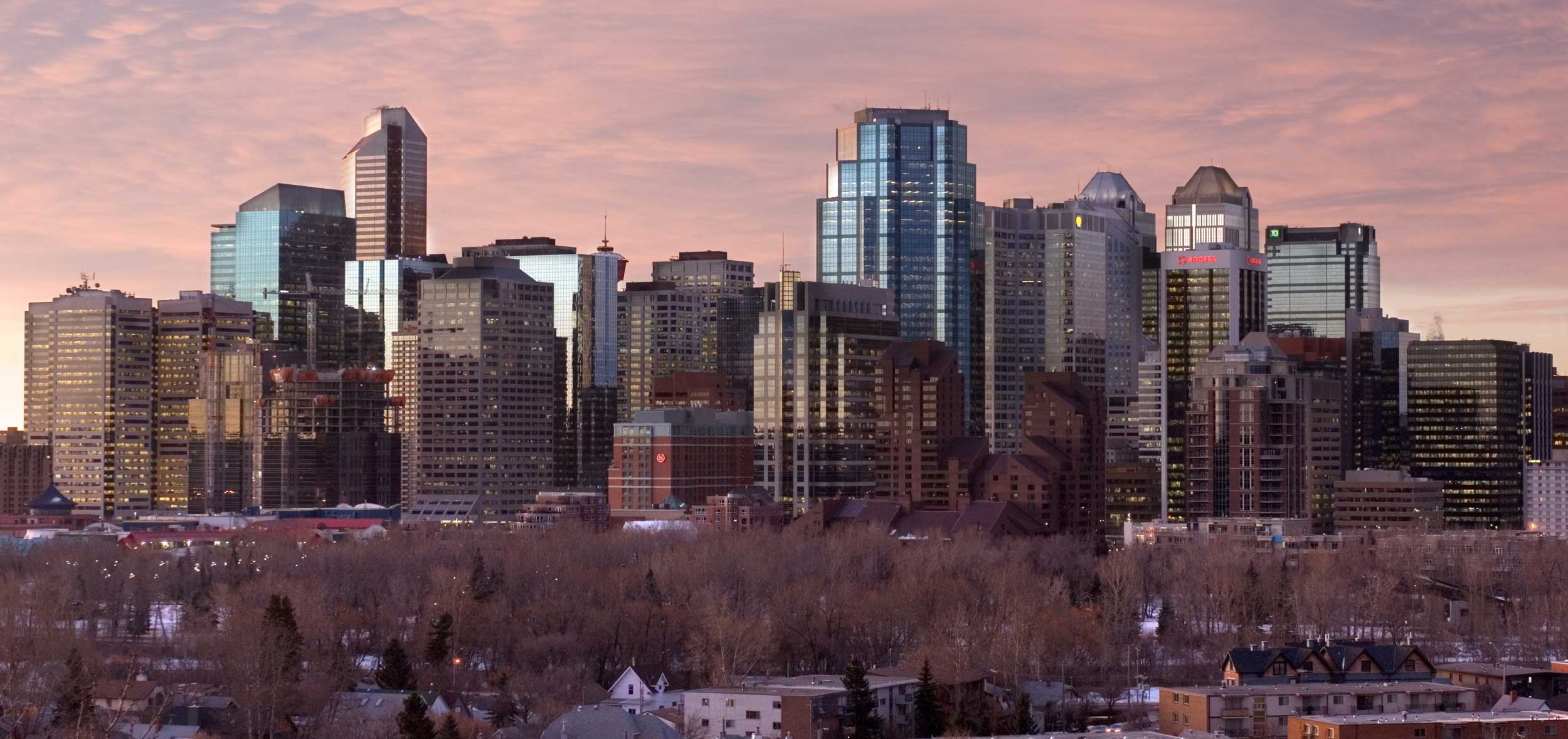
2007年のカルガリー市街。

エネルギー関連企業は非常に多くの雇用者を抱えており、1980年代の経済不況で考えられないほどの失業者を出した。失業率は急激に上昇したものの、10年間の間に経済は回復を見せた。この教訓から石油と天然ガスの産業に依存した体質からの脱却が計られ、その後、経済と文化がより多様な都市へと移り変わった。これによってカルガリーは中規模で特徴の少ない草原の都市から国際的な大都市へと変貌を遂げた。変貌のさなか、1988年2月にカナダで初めて開催された冬季オリンピックは、カルガリーを世界の表舞台に登場させる大きなきっかけとなった。この時高速スケートリンクとして知られるオリンピックオーバル（英語: Olympic Oval）がカルガリー大学に建設された。
カルガリーとアルバータ州の経済はブームを迎えており、カルガリー地域の人口は140万人近くに迫るなど、国内で最も高い成長を見せている。石油・天然ガス産業が市の経済の大部分を構成しているなか、市は他の分野への投資にも力を入れている。観光業が成長している産業分野のひとつであり、年間310万人以上の観光客がカルガリー・スタンピードを始めとした様々な祭典や興行に訪れている。マウンテン・リゾートの近くにあるバンフやレイク・ルイーズ、キャンモアなどは観光客に人気があり、そのため、人々はカルガリーにも足を運ぶ結果となっている。その他、力を入れている産業に製造業やハイテク産業、映画産業、運送業、その他のサービス業なども含まれる。しかし近年、急速な成長によるインフラ整備の遅れや、大規模な住宅価格の上昇によって、カルガリーの人々の51 %はここ3年間で生活の質が低下したと感じている。

## 地理

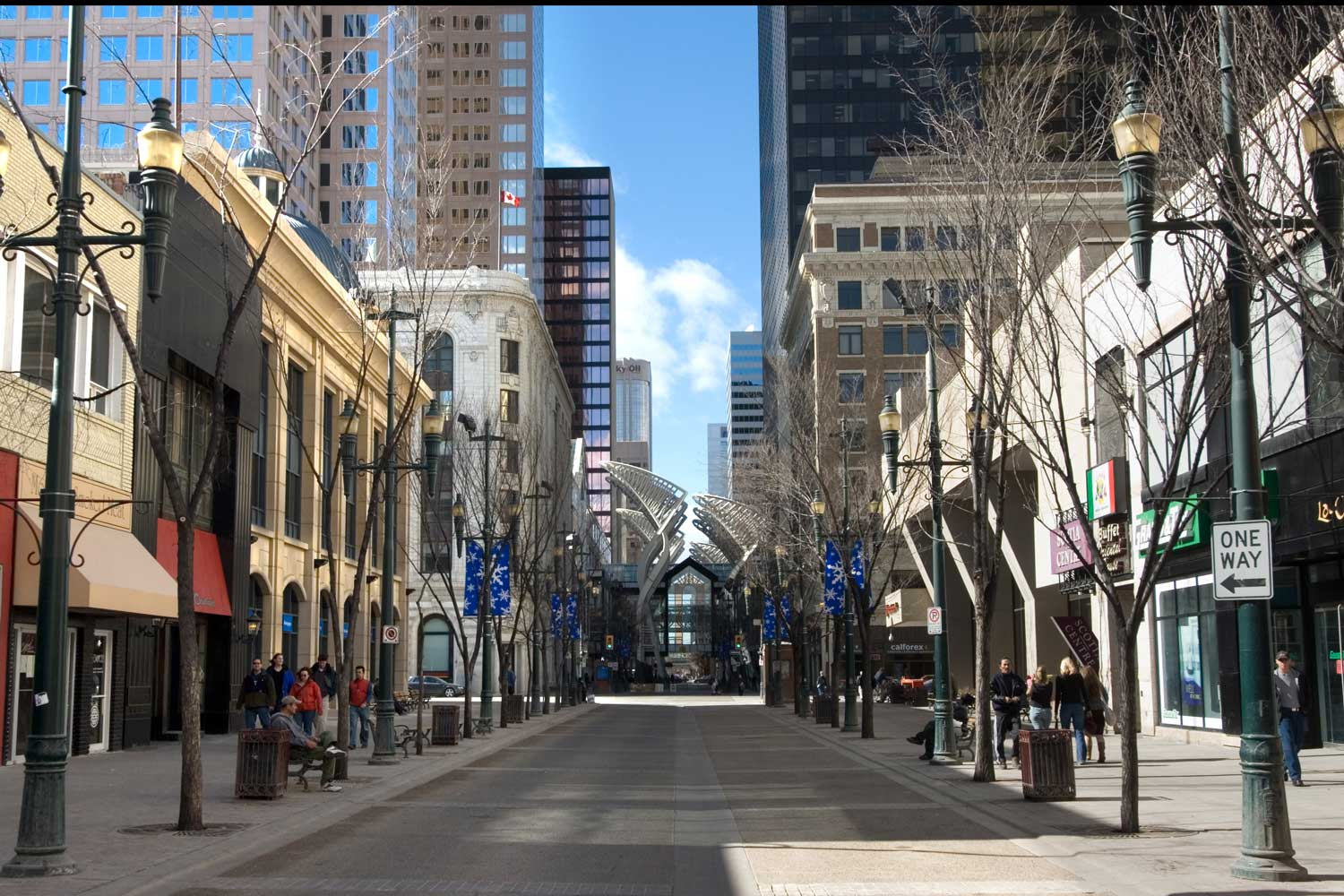
スティーブン通り

カルガリーはロッキー山脈の麓とカナダ平原の間に位置し、氷河期の後に形成された湖に溜まった土砂が川に削られ、いくつもの丘が出来ている。海抜は約1000 mである。市内には2つの代表的な川が流れており、西から南に流れるボウ川が最も大きい。エルボウ川は南から北へ流れており、市街地の近くでボウ川と合流する。この合流点には、ボウ川の中州の1つであるセイント・パトリック島（英語: St. Patrick Island）が存在しており、公園として整備されている。地域の気候は一般的に乾燥しており、自然の植生は川沿い、北部丘陵（ノーズヒル）とフィッシュ・クリーク州立公園などに限られている。
市内のダウンタウン地域は5つの区域で構成されており、オークレア（フェスティバル地区を含む）やダウンタウンの西部、商業中心地、中華街、イーストビレッジ（リバーズ地区の一部でもある）に分かれる。道路が南北・東西に走り区域ごとの番号で示される。商業中心地はいくつかの地区に区分でき、繁華街のスティーブン通りやエンタテーメント地区、芸術街、行政地区などを含む。ダウンタウンから南の9番通りには人口密度が特に高いベルトライン地区がある。
カルガリー郊外にはコクランやオコトクスといった町がある。前者は北西18 km、人口1万7000人でハイウェー1Aと22が通る。後者は南18 kmで人口2万5000人、ビッグロックという巨岩があることで有名である。

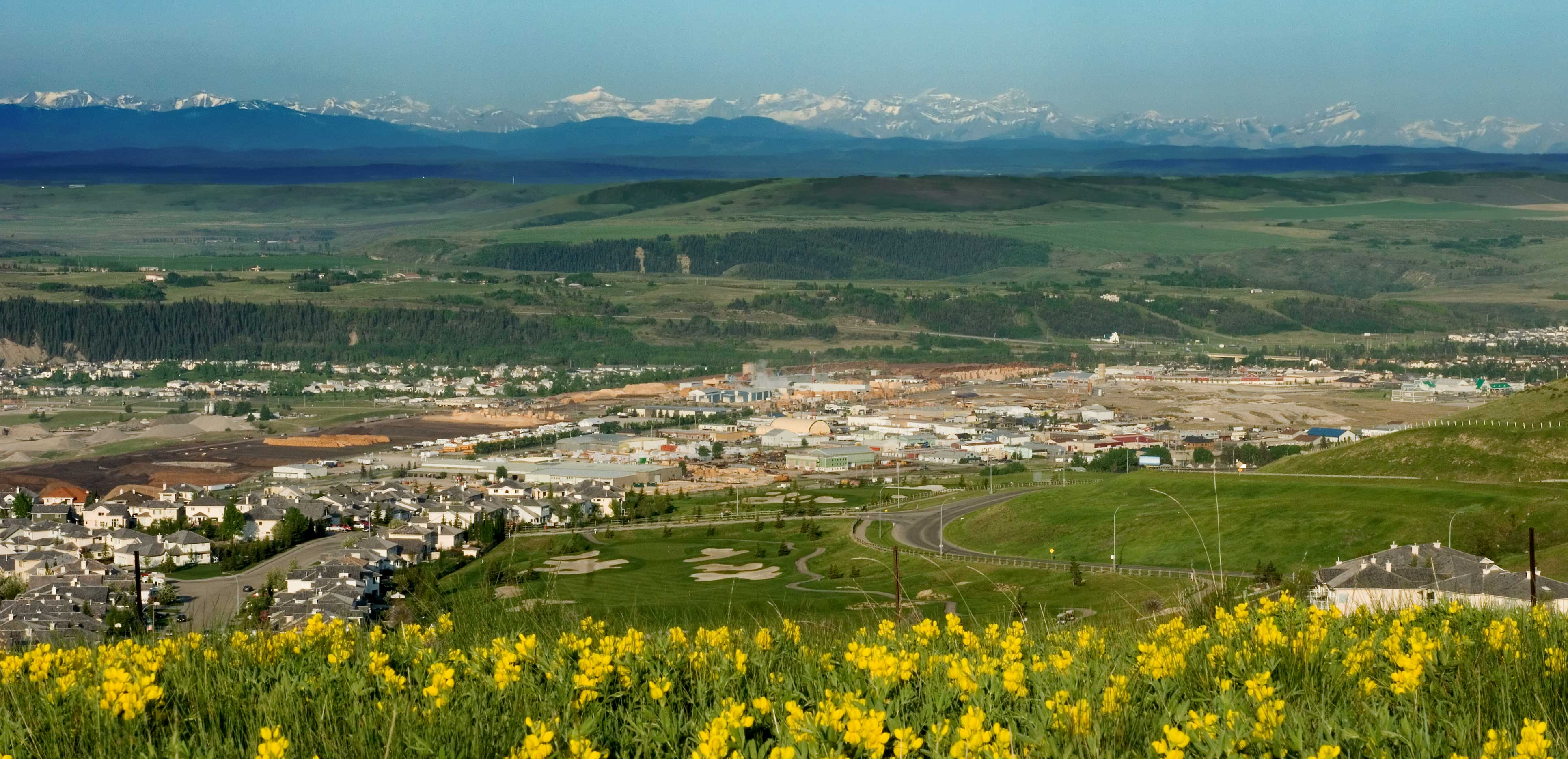
遠くにロッキーの山並みが見えるコクランの町

### 気候

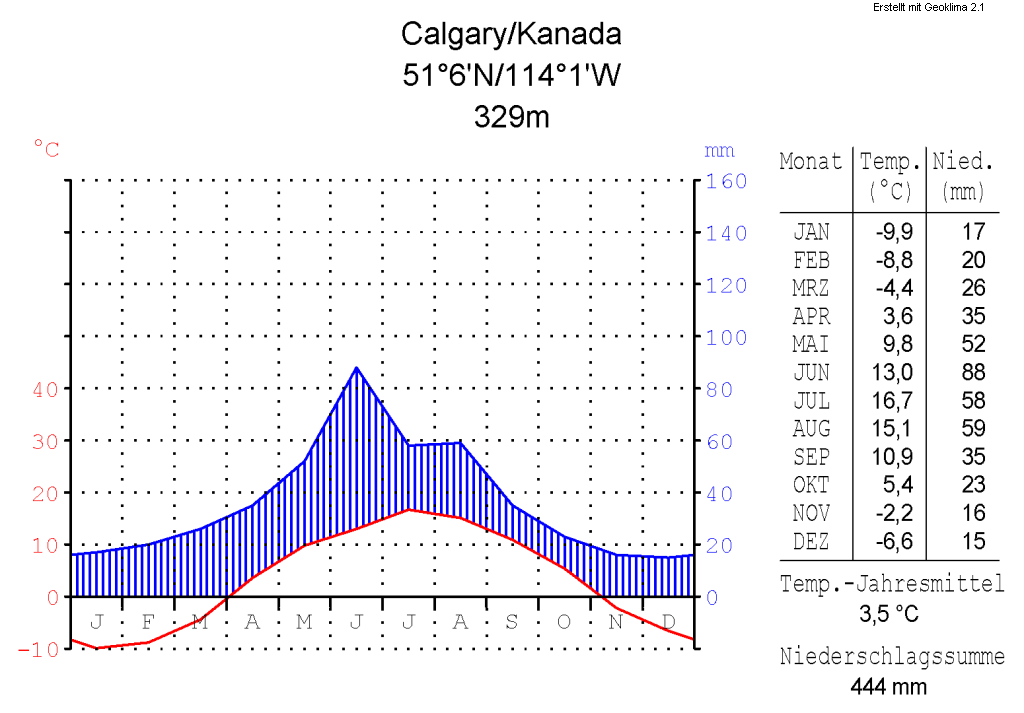
気温チャート

カルガリーはケッペンの気候区分ではステップ気候（BSk）に属し、乾季が長く、冬は変化に富んでおり、夏は短くて暖かい高原の大陸性気候になっている。都市の気候は標高の高さと近くにそびえるカナディアン・ロッキーの影響を大きく受ける。
冬のカルガリーは、フェーン現象の一種でチヌークと呼ばれる太平洋から吹く季節風の影響で、暖かく乾燥した風が吹くため、数時間で気温が最高15 ℃上がり、冬の半分は1日の最高気温が0 ℃を超え、場合によっては15 ℃まで届くこともある。一方、北極からの強力な寒気団に覆われると、−40 ℃近い気温が観測されることも珍しくなく、同じ冬の間でも寒暖の差が非常に激しい。
カルガリーの気象観測地点である郊外のカルガリー国際空港において、過去に記録した最低気温は1893年の−45 ℃で、最高気温は1919年の36 ℃である。毎年平均5日ほど−30 ℃を下回るが、一般的に寒い期間が長く続くことは少ない。1月の平均気温は-7.1 ℃で、1961年から1990年の平年値の−9.6 ℃よりも2.7 ℃も上昇している。7月の平均気温は16.5 ℃で、1961年から1990年の平年値と比べても夏季は平均気温の上昇はほとんど見られないなど、冬季の温暖化が目立つ。

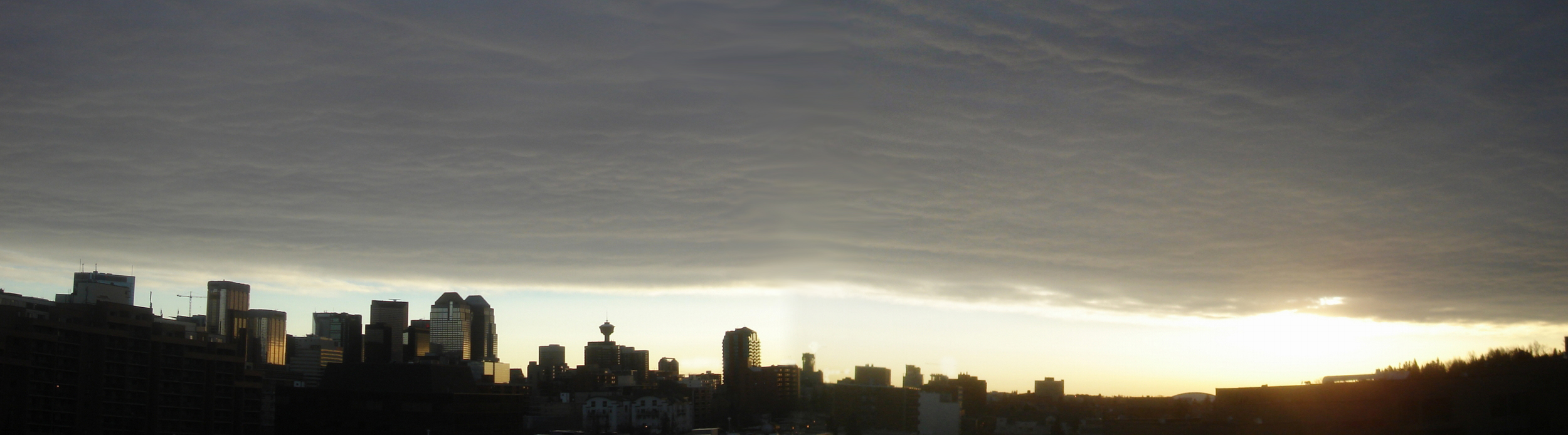
カルガリーを覆うチヌーク雲。

標高が約1000 mと高く乾燥しているため、夏でも夜になると気温が下がりやすく、最低気温が8 ℃（46 °F）まで下がることもある。このため、年間を通して冬でも夏でも霜がおりる可能性がある。また一般的ではないが、夏の7月と8月でも雪を経験したことがある。しかし、夏のカルガリーは通常暖かく、気温30 ℃（86 °F）を超える日が毎年平均4日ほどある。東部のトロントやモントリオールなどと違い、夏のカルガリーで湿度が高くなることはなく、冬の平均湿度は55 %、夏は45 %で、プレーリーにある諸都市と同じく典型的なステップ気候を特徴とする。
日照時間は年平均2396時間でカナダ国内で特に日照時間の多い都市のひとつである。年平均降水量は418.8 mmで、このうち128.8 cmは降雪量である。5月から8月の降水量が多く6月が最も多い。2005年6月に248 mmの降水量を記録し、月間の降水量としては観測史上過去最高を記録した。干ばつは年間を通していつでも起こる可能性があり、数か月から年間に及ぶこともある。市内の東へ向かうほど降水量は減るため、東部の土地は木々がなく緑が少ない。

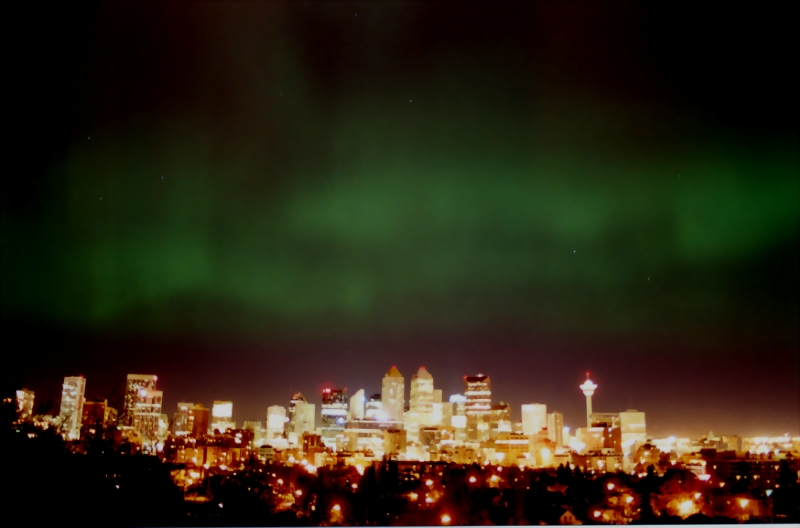
カルガリーで観測されたオーロラ。

年平均20日以上の雷雨が見られ、多くは夏に見られる。雹の嵐が降ることもあり、1991年9月7日、カルガリーに降った雹は街に4億カナダドルの被害をもたらし、カナダの歴史史上、最悪の自然災害の1つとなった。
| カルガリー（カルガリー国際空港） (1981 - 2010年平均)の気候 | カルガリー（カルガリー国際空港） (1981 - 2010年平均)の気候 | カルガリー（カルガリー国際空港） (1981 - 2010年平均)の気候 | カルガリー（カルガリー国際空港） (1981 - 2010年平均)の気候 | カルガリー（カルガリー国際空港） (1981 - 2010年平均)の気候 | カルガリー（カルガリー国際空港） (1981 - 2010年平均)の気候 | カルガリー（カルガリー国際空港） (1981 - 2010年平均)の気候 | カルガリー（カルガリー国際空港） (1981 - 2010年平均)の気候 | カルガリー（カルガリー国際空港） (1981 - 2010年平均)の気候 | カルガリー（カルガリー国際空港） (1981 - 2010年平均)の気候 | カルガリー（カルガリー国際空港） (1981 - 2010年平均)の気候 | カルガリー（カルガリー国際空港） (1981 - 2010年平均)の気候 | カルガリー（カルガリー国際空港） (1981 - 2010年平均)の気候 | カルガリー（カルガリー国際空港） (1981 - 2010年平均)の気候 |
| 月                                                         | 1月                                                        | 2月                                                        | 3月                                                        | 4月                                                        | 5月                                                        | 6月                                                        | 7月                                                        | 8月                                                        | 9月                                                        | 10月                                                       | 11月                                                       | 12月                                                       | 年                                                         |
| ---------------------------------------------------------- | ---------------------------------------------------------- | ---------------------------------------------------------- | ---------------------------------------------------------- | ---------------------------------------------------------- | ---------------------------------------------------------- | ---------------------------------------------------------- | ---------------------------------------------------------- | ---------------------------------------------------------- | ---------------------------------------------------------- | ---------------------------------------------------------- | ---------------------------------------------------------- | ---------------------------------------------------------- | ---------------------------------------------------------- |
| 最高気温記録 °C （°F）                                     | 17.6 (63.7)                                                | 22.6 (72.7)                                                | 25.4 (77.7)                                                | 29.4 (84.9)                                                | 32.4 (90.3)                                                | 35.0 (95)                                                  | 36.1 (97)                                                  | 35.6 (96.1)                                                | 33.3 (91.9)                                                | 29.4 (84.9)                                                | 22.8 (73)                                                  | 19.5 (67.1)                                                | 36.1 (97)                                                  |
| 平均最高気温 °C （°F）                                     | −0.9 (30.4)                                                | 0.7 (33.3)                                                 | 4.4 (39.9)                                                 | 11.2 (52.2)                                                | 16.3 (61.3)                                                | 19.8 (67.6)                                                | 23.2 (73.8)                                                | 22.8 (73)                                                  | 17.8 (64)                                                  | 11.7 (53.1)                                                | 3.4 (38.1)                                                 | −0.8 (30.6)                                                | 10.8 (51.4)                                                |
| 日平均気温 °C （°F）                                       | −7.1 (19.2)                                                | −5.4 (22.3)                                                | −1.6 (29.1)                                                | 4.6 (40.3)                                                 | 9.7 (49.5)                                                 | 13.7 (56.7)                                                | 16.5 (61.7)                                                | 15.8 (60.4)                                                | 11.0 (51.8)                                                | 5.2 (41.4)                                                 | −2.4 (27.7)                                                | −6.8 (19.8)                                                | 4.4 (39.9)                                                 |
| 平均最低気温 °C （°F）                                     | −13.2 (8.2)                                                | −11.4 (11.5)                                               | −7.5 (18.5)                                                | −2.0 (28.4)                                                | 3.1 (37.6)                                                 | 7.5 (45.5)                                                 | 9.8 (49.6)                                                 | 8.8 (47.8)                                                 | 4.1 (39.4)                                                 | −1.4 (29.5)                                                | −8.2 (17.2)                                                | −12.8 (9)                                                  | −1.9 (28.6)                                                |
| 最低気温記録 °C （°F）                                     | −44.4 (−47.9)                                              | −45.0 (−49)                                                | −37.2 (−35)                                                | −30.0 (−22)                                                | −16.7 (1.9)                                                | −3.3 (26.1)                                                | −0.6 (30.9)                                                | −3.2 (26.2)                                                | −13.3 (8.1)                                                | −25.7 (−14.3)                                              | −35.0 (−31)                                                | −42.8 (−45)                                                | −45.0 (−49)                                                |
| 降水量 mm （inch）                                         | 9.4 (0.37)                                                 | 9.4 (0.37)                                                 | 17.8 (0.701)                                               | 25.2 (0.992)                                               | 56.8 (2.236)                                               | 94.0 (3.701)                                               | 65.5 (2.579)                                               | 57.0 (2.244)                                               | 45.1 (1.776)                                               | 15.3 (0.602)                                               | 13.1 (0.516)                                               | 10.2 (0.402)                                               | 418.8 (16.488)                                             |
| 降雪量 cm （inch）                                         | 15.3 (6.02)                                                | 14.5 (5.71)                                                | 22.7 (8.94)                                                | 18.8 (7.4)                                                 | 11.9 (4.69)                                                | 0.1 (0.04)                                                 | 0.0 (0)                                                    | 0.0 (0)                                                    | 3.9 (1.54)                                                 | 10.0 (3.94)                                                | 16.6 (6.54)                                                | 15.0 (5.91)                                                | 128.8 (50.71)                                              |
| 平均降雨日数 （≥0.2 mm）                                   | 0.27                                                       | 0.20                                                       | 1.3                                                        | 4.1                                                        | 10.1                                                       | 13.8                                                       | 13.0                                                       | 10.5                                                       | 8.7                                                        | 4.2                                                        | 1.4                                                        | 0.40                                                       | 67.9                                                       |
| 平均降雪日数 （≥0.2 cm）                                   | 7.7                                                        | 7.4                                                        | 9.5                                                        | 6.4                                                        | 2.6                                                        | 0.07                                                       | 0.0                                                        | 0.10                                                       | 1.3                                                        | 4.1                                                        | 7.4                                                        | 7.7                                                        | 54.2                                                       |
| % 湿度                                                     | 54.5                                                       | 53.2                                                       | 50.3                                                       | 40.7                                                       | 43.5                                                       | 48.6                                                       | 46.8                                                       | 44.6                                                       | 44.3                                                       | 44.3                                                       | 54.0                                                       | 55.3                                                       | 48.3                                                       |
| 平均月間日照時間                                           | 119.5                                                      | 144.6                                                      | 177.2                                                      | 220.2                                                      | 249.4                                                      | 269.9                                                      | 314.1                                                      | 284.0                                                      | 207.0                                                      | 175.4                                                      | 121.1                                                      | 114.0                                                      | 2,396.3                                                    |
| 出典：                                                     |                                                            |                                                            |                                                            |                                                            |                                                            |                                                            |                                                            |                                                            |                                                            |                                                            |                                                            |                                                            |                                                            |

| カルガリー（カルガリー国際空港） (1961 - 1990年平均)の気候 | カルガリー（カルガリー国際空港） (1961 - 1990年平均)の気候 | カルガリー（カルガリー国際空港） (1961 - 1990年平均)の気候 | カルガリー（カルガリー国際空港） (1961 - 1990年平均)の気候 | カルガリー（カルガリー国際空港） (1961 - 1990年平均)の気候 | カルガリー（カルガリー国際空港） (1961 - 1990年平均)の気候 | カルガリー（カルガリー国際空港） (1961 - 1990年平均)の気候 | カルガリー（カルガリー国際空港） (1961 - 1990年平均)の気候 | カルガリー（カルガリー国際空港） (1961 - 1990年平均)の気候 | カルガリー（カルガリー国際空港） (1961 - 1990年平均)の気候 | カルガリー（カルガリー国際空港） (1961 - 1990年平均)の気候 | カルガリー（カルガリー国際空港） (1961 - 1990年平均)の気候 | カルガリー（カルガリー国際空港） (1961 - 1990年平均)の気候 | カルガリー（カルガリー国際空港） (1961 - 1990年平均)の気候 |
| 月                                                         | 1月                                                        | 2月                                                        | 3月                                                        | 4月                                                        | 5月                                                        | 6月                                                        | 7月                                                        | 8月                                                        | 9月                                                        | 10月                                                       | 11月                                                       | 12月                                                       | 年                                                         |
| ---------------------------------------------------------- | ---------------------------------------------------------- | ---------------------------------------------------------- | ---------------------------------------------------------- | ---------------------------------------------------------- | ---------------------------------------------------------- | ---------------------------------------------------------- | ---------------------------------------------------------- | ---------------------------------------------------------- | ---------------------------------------------------------- | ---------------------------------------------------------- | ---------------------------------------------------------- | ---------------------------------------------------------- | ---------------------------------------------------------- |
| 平均最高気温 °C （°F）                                     | −3.6 (25.5)                                                | 0.5 (32.9)                                                 | 3.3 (37.9)                                                 | 10.6 (51.1)                                                | 16.4 (61.5)                                                | 20.6 (69.1)                                                | 23.2 (73.8)                                                | 22.7 (72.9)                                                | 17.4 (63.3)                                                | 12.6 (54.7)                                                | 2.9 (37.2)                                                 | −2.3 (27.9)                                                | 10.3 (50.5)                                                |
| 日平均気温 °C （°F）                                       | −9.6 (14.7)                                                | −6.3 (20.7)                                                | −2.5 (27.5)                                                | 4.1 (39.4)                                                 | 9.7 (49.5)                                                 | 14 (57)                                                    | 16.4 (61.5)                                                | 15.7 (60.3)                                                | 10.6 (51.1)                                                | 5.7 (42.3)                                                 | −3 (27)                                                    | −8.3 (17.1)                                                | 3.9 (39)                                                   |
| 平均最低気温 °C （°F）                                     | −15.7 (3.7)                                                | −12.3 (9.9)                                                | −8.4 (16.9)                                                | −2.4 (27.7)                                                | 3 (37)                                                     | 7.4 (45.3)                                                 | 9.5 (49.1)                                                 | 8.6 (47.5)                                                 | 3.8 (38.8)                                                 | −1.2 (29.8)                                                | −9 (16)                                                    | −14.4 (6.1)                                                | −2.6 (27.3)                                                |
| 降水量 mm （inch）                                         | 12.2 (0.48)                                                | 9.9 (0.39)                                                 | 14.7 (0.579)                                               | 25.1 (0.988)                                               | 52.9 (2.083)                                               | 76.9 (3.028)                                               | 69.9 (2.752)                                               | 48.7 (1.917)                                               | 48.1 (1.894)                                               | 15.5 (0.61)                                                | 11.6 (0.457)                                               | 13.2 (0.52)                                                | 398.8 (15.701)                                             |
| 出典：                                                     |                                                            |                                                            |                                                            |                                                            |                                                            |                                                            |                                                            |                                                            |                                                            |                                                            |                                                            |                                                            |                                                            |

## 文化

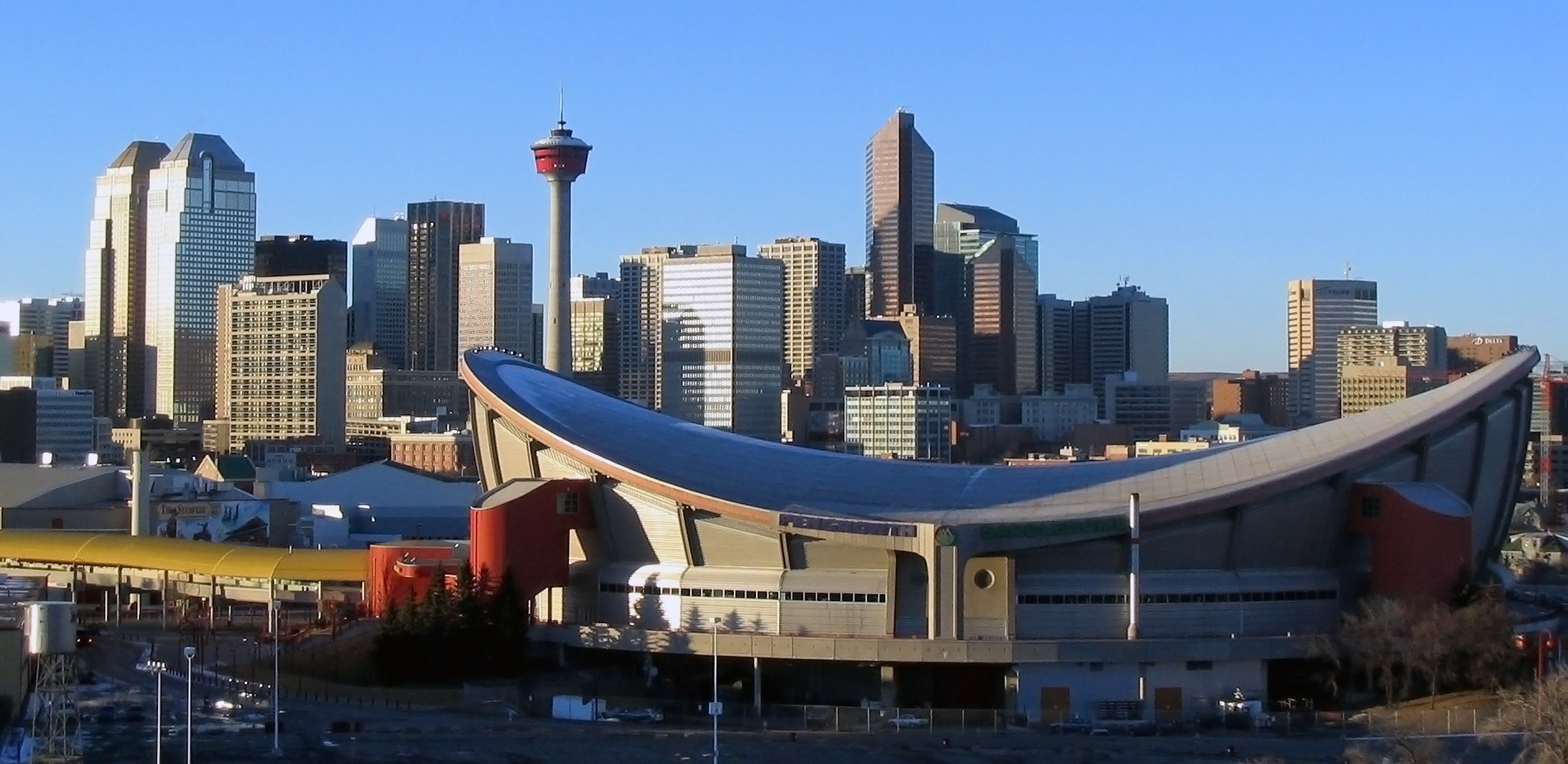
カルガリーの市街地。

カルガリー市街の風景は都市の成長とともに大きく変わってきた。国内でも多様性に富んだ街として知られ、近代的な国際都市としての特性をもつ。その一方で歴史あるホテルやバー、ナイトクラブ、アイスホッケーなども今に続いている。1990年代の復興で、カルガリーはカナダ国内におけるカントリーミュージックの中心地となり、「ナッシュビル・オブ・ザ・ノース」（"Nashville of the North"）としばしば呼ばれる。また、ポップスやロック、ヒップホップ、エレクトロニック、そしてカントリーなど様々な分野の音楽が幅広い年代に親しまれている。
民族構成も多様で、チャイナタウンやリトル・イタリーなどエスニックタウンも数多くある。フォーレストローン地区は最も多様性の富んだ地区であり、市内東部の17番通り周辺はインターナショナル通りと呼ばれる。17番通りやケンジントン、イングルウッド、フォーレストローン、マルダループ、ミッション地区などの地区は人口増加が目立って多い。
カルガリー公共図書館は大規模な中央図書館を含め、市内に17の図書館を構える。

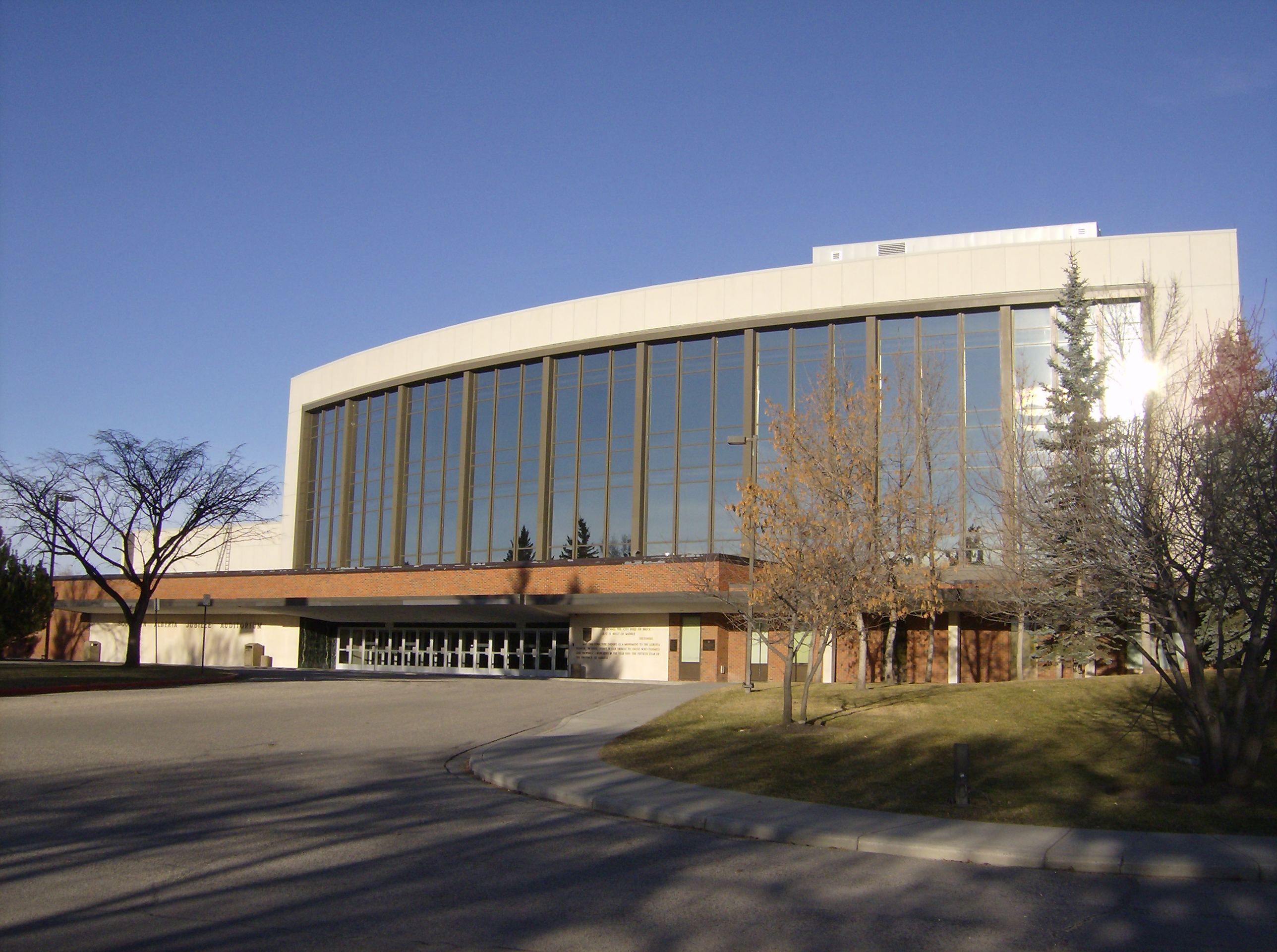
カルガリーのジュビリー公会堂

舞台芸術ほか、文化、コミュニティの施設として利用されているジュビリー公会堂は、エドモントンとカルガリーにそれぞれ同じものがあり、地元ではジュービー（"Jube"）の愛称で知られている。2700席あり、1957年にオープンした。どちらも数多くのミュージカル、演劇、ステージショーなどが上演されてきており、年間85万人以上の入場者がある。カルガリーのジュビリー公会堂はアルバータ・バレエ団やカルガリー・オペラ、キワニス・ミュージック・フェスティバル、リメンブランス・デーなどの本会場として使われている。エドモントンとカルガリーのジュビリー公会堂はどちらも年間365日運営されており、州政府によって管理されている。
カルガリーには多くの劇団があり、ワン・イエロー・ラビットやシアター・カルガリー、アルバータ・シアター・プロジェクト（ATP）に加え、カルガリー交響楽団がEPCORセンターを共有している。このほか、小さな劇場や舞台も市内に数多くある。シアタースポーツで知られるインプロの発祥地でもあり、カルガリー国際映画祭も毎年開催される。
世界クラスのマーチングバンドがいくつもあることで知られる。
市内で最もよく知られた博物館は西部最大で美術館も含むグレンボウ博物館である。他の博物館では北米最大規模の中華文化センターを始めとして、カナダ・オリンピック公園内にあるカナディアン・オリンピックの殿堂、軍事博物館、カルガリー航空宇宙博物館などがある。そして、スティーブン通りと17番通り界隈にはいくつもの画廊があり、その中でカルガリー美術館（AGC）が最も大きい。

### 行事
カルガリーはいくつもの大きな行事や祭典を毎年開催しており、その中には、成長株のカルガリー国際映画祭、カルガリー・フォークミュージック・フェスティバル、グリーク・フェスティバル、カリフェスト、ライラック・フェスティバル、グローバルフェスト、エキスポ・ラティノほか多くの文化、民族の祭りが開催される。
カルガリーで最もよく知られたイベントはカルガリー・スタンピードで、毎年7月に開催され、国際的によく知られている。ロデオの祭典、催し会場、ステージショー、農業コンテスト、チャックワゴン・レース、先住民の展示会などが催される。90年以上の歴史をもち、2005年のロデオの祭典では10日間で124万人以上の観光客が訪れた。

## スポーツ

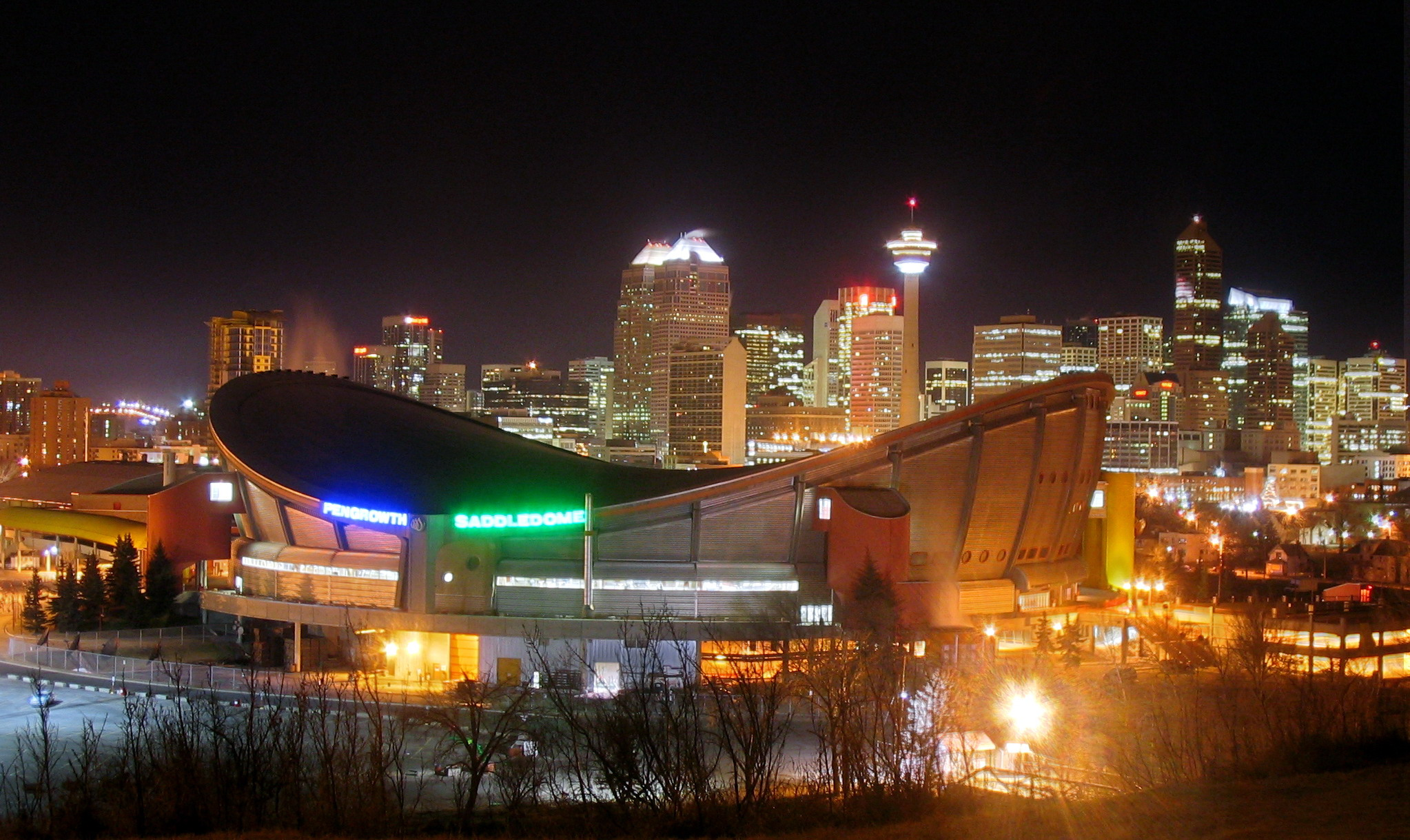
スコシアバンク・サドルドームの夜景

カナディアン・ロッキーに近いことから、カルガリーは伝統的に冬のスポーツが盛んである。1988年に冬季オリンピックを開催したことで、代表的なウィンタースポーツの施設が多くある。カナダ・オリンピック公園にはリュージュ、クロスカントリースキー、スキージャンプ、滑降、スノーボードのほか夏のスポーツの施設としても使われており、オリンピックオーバルはスピードスケートやアイスホッケーの競技施設として使われる。これらの施設は多くのトップアスリートが練習会場として利用している。
夏になるとボウ川は魚釣り客に人気な場所へと変わる。ゴルフもまたカルガリー市民にとても人気な活動のひとつでいくつものゴルフコースがある。
カルガリーには多くの都市公園があり、フィッシュ・クリーク州立公園やノーズ・ヒル公園、ボウネス公園、エドワーシー公園、イングルウッド鳥類保護区、コンフェデレーション公園、プリンス島公園などがある。ノーズ・ヒル公園はカナダの都市公園で最も規模の大きい公園（約11平方キロメートル）で、周囲は宅地開発が進んでいるが、バッファローが群棲していた時のままの姿を残し、潅木だけが生い茂る散策の場として市民に愛されている。

### プロスポーツチーム
| クラブ                       | リーグ                             | 本拠地                       | 設立年度 | 優勝回数 |
| ---------------------------- | ---------------------------------- | ---------------------------- | -------- | -------- |
| カルガリー・フレームス       | ナショナル・ホッケー・リーグ       | スコシアバンク・サドルドーム | 1980     | 1        |
| カルガリー・スタンピーダーズ | カナディアン・フットボール・リーグ | マクマーン・スタジアム       | 1945     | 5        |
| カルガリー・ラフネックス     | ナショナル・ラクロス・リーグ       | スコシアバンク・サドルドーム | 2001     | 1        |
| カヴァーリーFC               | カナディアン・プレミアリーグ       | ATCO Field                   | 2019     | 0        |

## 見どころ

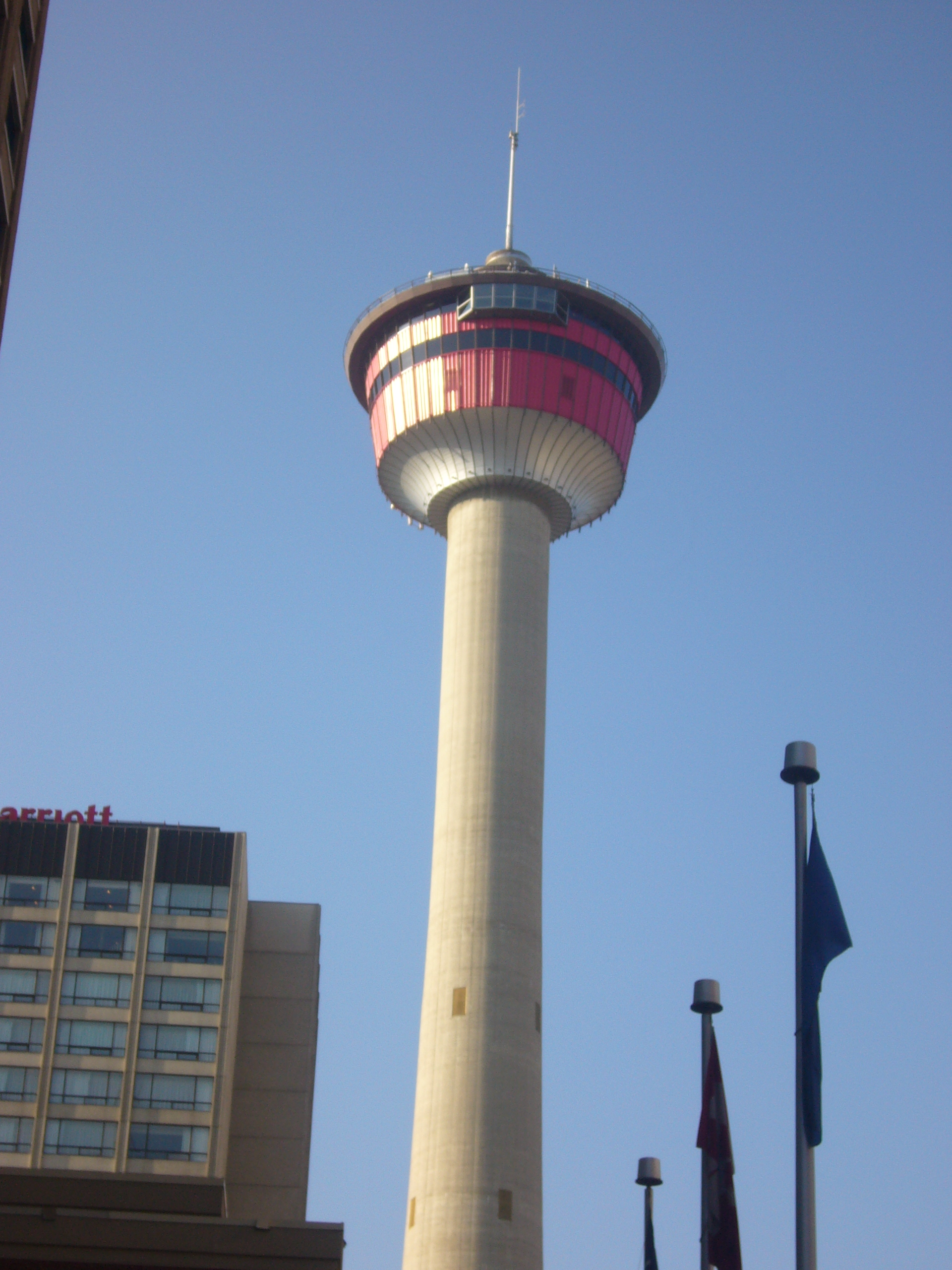
カルガリータワー

カルガリーのダウンタウンには様々なレストランやバー、文化施設、ショッピングセンターなどが多岐に渡ってあり、TDスクエア、カルガリー・イートンセンター、スティーブン通り、オークレアマーケットなどが良く知られる。市民広場であるオリンピック・プラザを始め、ダウンタウンの観光地にはカルガリー動物園、テラス世界科学館、テラス・コンベンションセンター、中華街、グレンボウ博物館、カルガリータワー、カルガリー美術館（AGC）、EPCORセンターなどが含まれる。デボニアン庭園は広さ1.01ヘクタール（2.5エーカー）あり、屋内型の都市庭園としては世界でも最大規模の大きさをもつ。ダウンタウン地区にある公園では、オークレア地区の北部に位置する都市公園、プリンス島公園がある。ダウンタウンのすぐ南は都心部でも特に人口密度が高く、多目的利用として使われているミッドタウンとベルトライン地区が広がっている。この地区の中心部にある17番街には多くのバーやナイトクラブ、レストラン、商業施設が建ち並ぶ。カルガリー・フレームスが2004年のプレーオフに進出した際、17番街には試合が行われた毎夜、5万人のファンとサポーターが集まった。
市内西部の観光地には19世紀後半から20世紀初期のアルバータ州の生活を再現したヘリテージ・パーク歴史村があり、蒸気機関車や外輪船、路面電車などの乗り物がある。歴史村には建物のレプリカだけでなく、アルバータ南部の歴史的な建物を移築してきたものもある。他の代表的な観光地にはカナダ・オリンピック公園（カナディアン・オリンピックの殿堂）やカナダ西部最大の遊園地であるキャラウェイパーク、馬術や障害飛越競技の施設であるスプルース・メドウズなどがある。さらに市内には多くのショッピング街があり、郊外型の大型複合ショッピングセンターがいくつもある。最も大きいのが南部にあるチヌーク・センターとサウスセンター・モールで、南西部にはウエストヒルズとシグナル・ヒル、南東部はサウス・トレイル・クロッシングとディアーフォット・メドウズ、北西部はマーケット・モール、北東部にはサンリッジ・モールがある。

### 都市の景観
カルガリータワーとスコシアバンク・サドルドームはカルガリーの景観を象徴するユニークな建築物のひとつで、ダウンタウン中心部には多くの超高層ビルが建ち並ぶ。オフィスビルが商業中心地に建ち並び、高層コンドミニアムなどの高層住宅は、ダウンタウン西部とベルトラインに広がっている。これらの建物からは各段階ごとに建てられてきた街のブームと不況の歴史を垣間見ることができる。最初に訪れた超高層ビル建設ブームは1950年代後半に始まり、1970年代まで続いた。1980年の後、景気後退の最中、多くの超高層ビル建設計画は頓挫し、1980年代後半までは建設が停滞した。1990年代の始めになってようやく大規模な建設が再開された。

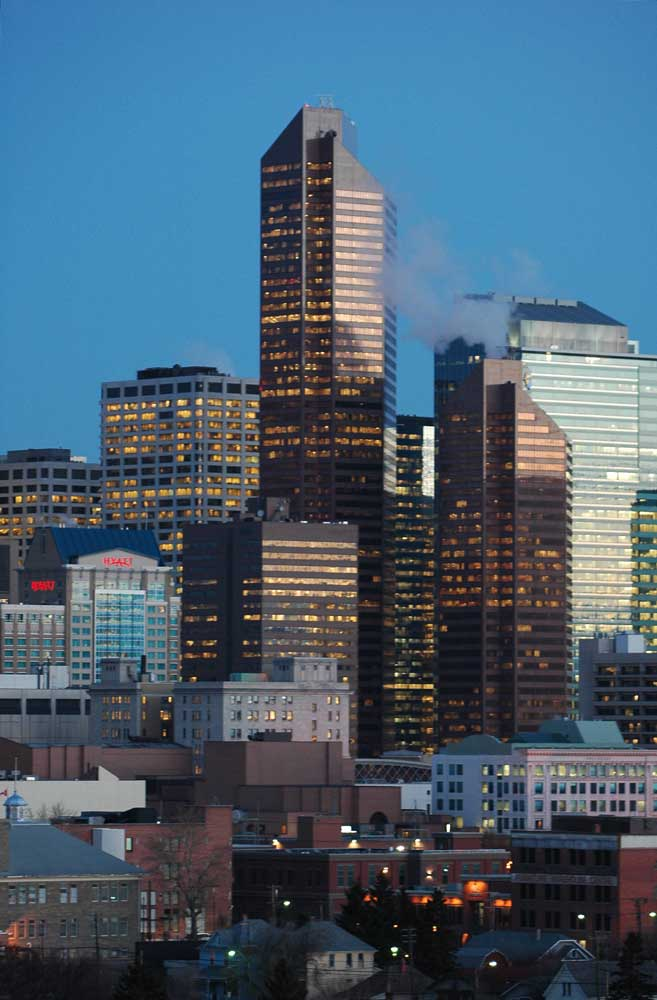
ペトロ・カナダ・センター

市内には150 m（500 ft）以上のオフィスビルが10棟あり、最も高いのがペトロ・カナダ・センター（215 m）で、トロント以外では国内で最も高いオフィスビルである。現在、これよりも高いオフィスビルの建設計画がいくつも進んでおり、これらはザ・ボウ、ジェイムソン・プレイス、ペニーレーン・タワーズ（イーストとウエストの2棟）、センテニアル・プレイス（2棟）、シティーセンター（2棟）などである。大規模な住宅プロジェクト（多くはコンドミニアム）もまた建設中または計画が提案されている。
市内のダウンタウンにはオフィスビルをつなぐ屋内歩道橋（スカイウェイ）のネットワークが広がっており、その規模は世界でも一番大きい。ビルをつなぐ歩道橋のネットワークは公式に+15と呼ばれ、名前の由来は多くの橋が地面より4.6 m（15フィート）高いことに基づく。

## 人口動勢
カナダ統計局によると、2016年統計でカルガリー市の人口は123万9220人、カルガリー都市圏の人口は139万2609人である。2011年統計では平均年齢は全国平均の40.6歳より低く、36.4歳となっている。
石油ブームによる人口増加が続いており、2011年から2016年の増加率は13.0 %と高い成長を維持し、カナダ国内で最も成長が著しい都市である。カルガリー市は行政区分上、第6区分に属し、経済圏ではカルガリー地方に含まれる。
2016年統計調査による民族構成は半数以上がヨーロッパ系で、人口のおよそ57.6 %を占め、2006年の73.8 %から大きく低下した。先住民は3.8 %、非白人は38.6 %を占め、南アジア系の9.5 %が最多、次いで中国系8.3 %、アフリカ系4.6 %、フィリピン系5.9 %、ラテンアメリカ系2.7 %、アラブ系2.1 %となっておりかつての白人中心都市から多人種・多民族都市へと変貌している。

## 行政と政治
人口が増えたことにより政治も多様化してきているが、カルガリーは伝統的に保守派が強く、州レベルではアルバータ進歩保守党が、連邦政府の議席ではカナダ保守党が多数派を占める。後に合併し、カナダ保守党となる改革党はカルガリーを発祥とする。

## 経済
カルガリーの経済は多様化が進んだ今もなお、石油と天然ガスが主要産業となっており、BP、エンカナ、インペリアル・オイル、ペトロ・カナダ、シェル・カナダ、サンコー・エナジー、トランスカナダなどの大企業が入っている。そして、カナダ国内の石油と天然ガスの87 %を生産し、石炭は66 %生産している。
| 労働力 | 労働力 | 労働力 | 労働力 |
| ------ | ------ | ------ | ------ |
| 比率   | 市内   | 州内   | 国内   |
| 雇用   | 73.9 % | 71.6 % | 63.4 % |
| 失業   | 3.1 %  | 3.5 %  | 6.1 %  |

1996年、カナダ太平洋鉄道（CPR）は本社をモントリオールからカルガリーに移転させ、市内で最も多くの雇用を抱える企業に成長している。2005年にはインペリアル・オイルが本社をトロントからカルガリーに移転させ、これにより税金の負担が安いアルバータ州の恩恵と石油基地により近い場所へと移った。
他の主要大企業はATCO、フルーア・カナダ、フォルツァーニ・グループ、ノーテル、ショー・コミュニケイション、テラス、ウエストジェット航空などがある。2005年における市内の失業率は3.1%で、国内でも特に失業率が低い都市のひとつである。
2006年10月、エンカナ社は59階建ての超高層ビル「ザ・ボウ」をダウンタウン中心部に建設することを発表した。完成すれば新しい本社ビルとなり、トロント以外では国内で最も高いビルとなる。

## 教育

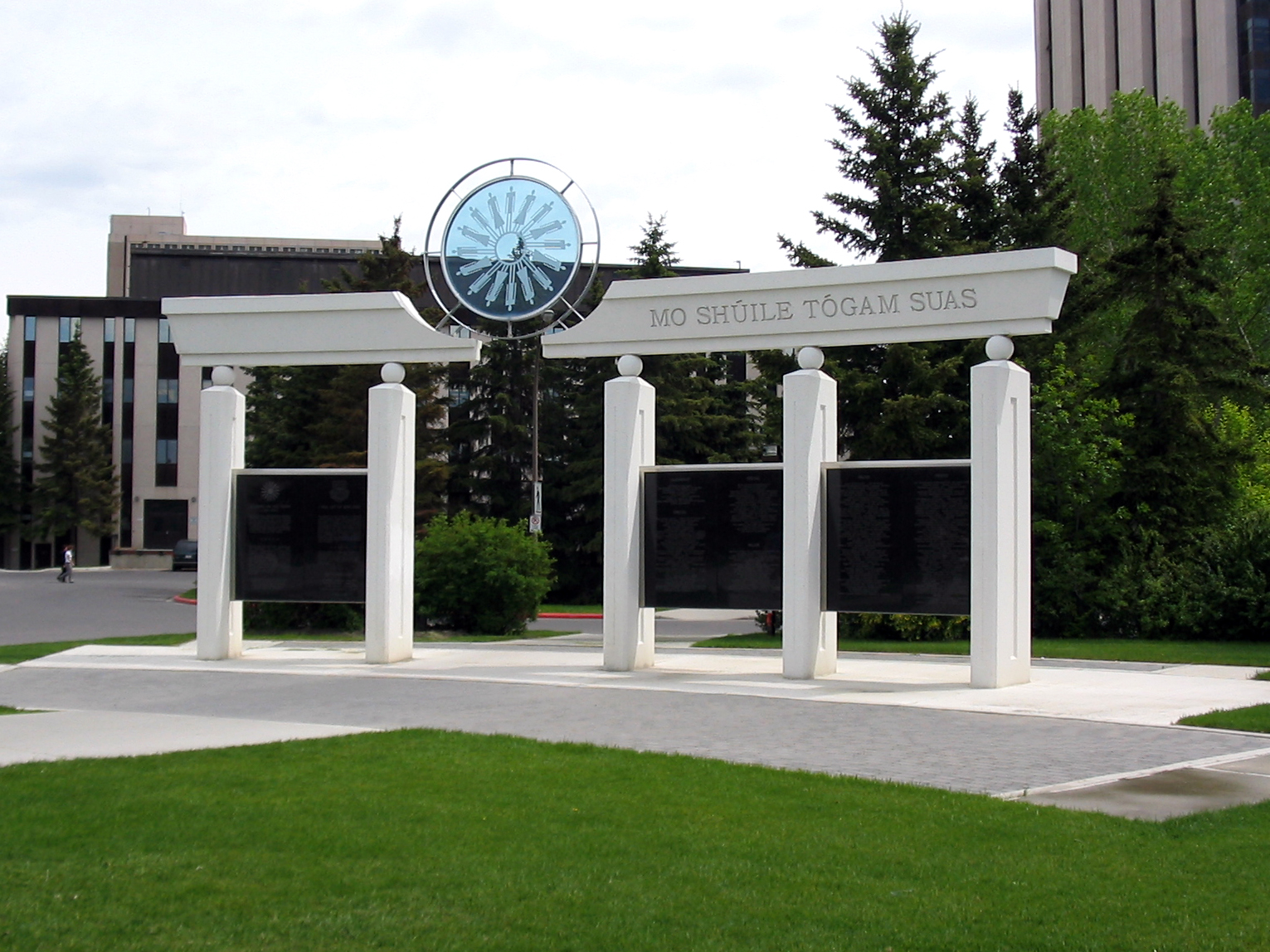
カルガリー大学キャンパス内

### 高等教育
カルガリー大学が最も代表的な教育機関で、学生数2万8000人を超える。次に大きいのがマウント・ロイヤル大学で学生数1万3000人を抱える。このほか、技術専門学校であるSAIT、ボウバレー・カレッジ、アルバータ美術デザイン・カレッジ（ACAD）、チヌーク・カレッジなどがある。また、レスブリッジ大学のサテライト・キャンパスも市内にある。

### 初等教育
英語教育の公立学校システムはカルガリー教育委員会によって運営されており、学校数は約215校、K-12に所属する学生数はおよそ9万7000人であった。その他に英語教育のカルガリー・カトリック教育委員会に所属する93校におよそ4万3,000人が通っている。フランス語教育の教育委員会（一般とカトリックを含む）は規模が小さいが運営している地域の範囲はカルガリー郊外の広範囲に及ぶ。
カルガリーにはユニークな学校がいくつもあり、公立のチャーター・スクールが数校、国内初となるオリンピック選手育成を目的とした国立のトップアスリート養成校（高校）がある。私立のチャーター・スクールもあるほか、2005 - 2006年度における学生数が2241人に在籍するカナダ西部最大のマンモス校、ロード・ビーバーブローク高校がある。

## 社会基盤

### 空港
カルガリーはカナダ中西部における交通の拠点として位置づけられており、市内北部にあるカルガリー国際空港（YYC）は利用客数で国内4位の規模をもち、貨物でも重要なハブ空港として機能している。国際線で国内を経由しない直行便は、アメリカ、ヨーロッパ、中央アメリカ、そして2010年より東京へも定期便が飛んでいる。

### 高速道路・鉄道
トランス・カナダ・ハイウェイがある。

### 鉄道
カナダ太平洋鉄道（CPR）の主要路線が貨物の重要なハブとなっている。なお、1967年に建設されたカルガリー鉄道駅がカナダ太平洋鉄道、VIA鉄道のターミナル駅となっていたが1990年に路線網の削減による廃止に伴って旅客機能としては廃駅となった。その後も鉄道による一般乗客向けの定期路線は廃止されていたが、夏季にはバンクーバーとの間にロッキーマウンテニア社による観光列車が運行されていたがバンフ駅に発着駅が変更されたために2023年時点では旅客路線は運行されていない。ホーム等の機能は残されている。
2020年にはカナダ政府とアルバータ州政府が渋滞の緩和や環境保護対策のためにカルガリー国際空港からダウンタウンを経由し、バンフまでの130 kmを1日6 - 8往復で1時間半で結ぶ鉄道路線の計画を発表している。カルガリー国際空港からダウンタウンまでの区間は毎時3本運行する計画である。さらに、エドモントンのとの間に高速鉄道を建設する計画もある。

### 長距離バス
レッドアロー、Eバス、ライダー・エクスプレス、コールドショット、マウンテンマンマイクズバスサービス、プレーリー・スプリンターの各社の長距離バスによりカナダの他の都市と連絡している。

### 市内交通
カルガリー交通局はバスとライトレールによる公共交通サービスを提供しており、鉄道路線はCトレインと呼ばれる。路線距離は56.2 kmにおよび、2つの路線をもち、北米では最も成功したLRT路線と言われる。Cトレインはダウンタウン中心部の区間に限り無料で乗車できる。バスは160以上の路線をもち、800台のバスで運営されている。
また市内には自転車専用道路が通り沿いに設けられており、その道路網は距離にして260 km以上に及ぶ。

### 医療
カルガリーにはフットヒルズ・メディカル・センター、ロッキービュー総合病院、ピーター・ローヒード・センターの3つの代表的な総合病院がある。いずれもカルガリー・ヘルス・リージョンの管理下にある。

## 軍事
20世紀初頭、カルガリーにカナダ軍の駐屯地が建設されたことで、カナダ軍は市内の経済と文化の一部を形成していた。1998年に市内にあった国防省の施設が閉鎖され、多くはエドモントンの駐屯地へと移されたが、今もカナダ軍の施設はいくつか残っており、運営されている。

## メディア
カルガリー・ヘラルドとカルガリー・サンがカルガリーの主な新聞紙である。定期購読の他にニューススタンドで入手できる。かつてあった街角の自動販売機はほぼ撤去された。これに加え、グローバルTVやシティTV、CTV、CBCのスタジオが置かれている。

## 姉妹都市
- ケベック市（カナダ・ケベック州） - 1956年
- ジャイプル市（インド・ラージャスターン州） - 1973年
- 大慶市（中国・黒竜江省） - 1985年
- ナウカルパン市（メキシコ・メヒコ州） - 1994年
- 垂井町（日本・岐阜県）- 1996年
- 大田広域市（韓国） - 1996年
- フェニックス市（アメリカ・アリゾナ州） - 1997年